# 布萊恩·馬斯登
布萊恩·傑佛瑞·馬斯登（英語：Brian Geoffrey Marsden，1937年8月5日—2010年11月18日）是一位英國天文學家、出生在英國劍橋、曾在牛津大学新学院和耶魯大學就讀。馬斯登博士長期擔任哈佛-史密松天體物理中心轄下的小行星中心的主任（2006年到去世則擔任榮譽退休主任）。

## 研究
馬斯登的研究是專注在天體力學和天體測量學，並收集小行星和彗星位置的資料以計算軌道，這些計算經常是基於最少的可用觀測資訊，並且提供這些天體未來的位置在國際天文聯會的通告上。除了自1978年起擔任小行星中心主任以外，他在1968年至1999年間擔任中央天文電報局（Central Bureau for Astronomical Telegrams，CBAT）的主任。
馬斯登協助發現了一些一度消失的小行星和消失的彗星。一些數十年前發現的小行星和彗星因為發現時沒有取得足夠的觀測資料以求得可信的軌道作為未來可觀測到的日期，因此「消失」了。有時一個新發現的天體可能是之前消失的天體重新被發現，這可以透過計算軌道回推過去的位置以比對計算的位置和消失的天體先前觀測到的位置。在彗星的部份則特別困難，因為非重力造成的力量可以影響軌道 (其中一個就是從彗核中噴出的氣體)，但馬斯登特別著重在計算非重力造成的力量。最有名的是他成功預測了1992年回歸的一度消失的週期彗星斯威夫特·塔特爾彗星。1998年他計算出小行星35396可能在2028年撞擊地球，但後續的研究排除了這個可能性。

## 冥王星爭議
他曾經提出冥王星必須被歸類是行星也是小行星，並且應該給予小行星永久編號10000，但該提議並未被接受。但在2006年時另一個類似的建議被接受，冥王星的小行星永久編號是134340，並且冥王星被歸類為矮行星。
| 小行星37556（Svyaztie） | 1982年8月28日 | 和尼古拉·切爾尼赫共同發現 |

## 家庭
他的妻子是Nancy Lou Zissell；有一女Cynthia Louise Marsden-Williams和一子Jonathan Brian Marsden。

## 榮譽
獎項
- 英國天文協會的 Merlin Medal and Gift (1965年)
- 英國天文協會的 Walter Goodacre Medal (1979年)
- 美國天文學會喬治·范·比斯布羅克獎 (1989年)
- 美國天文學會動力天文學部布勞威爾獎 (1995年)  （页面存档备份，存于）
- 英國皇家天文學會 Award for Service to Astronomy and Geophysics (2006年)
- 挪威科学与文学院會員[4]

命名事物
- 小行星1877
- 掠日彗星中的馬斯登族

## 外部連結
- "Man in the News; A Cheery Herald of Fear: Brian Geoffrey Marsden" in The New York Times (13 March 1998) （页面存档备份，存于）
- "1997 XF11 – the true story" in The Journal of the British Astronomical Association Vol. 109, No.1 (February 1999)